# بئر عيسى (برج بوعريريج)
بئر عيسى هي قرية من قرى ولاية برج بوعريريج التابعة إقليميا لبلدية عين تسرة دائرة راس الوادي الرمز البريدي لها 34027، من أهم نشاطاتها الزراعة فهي تحوي على مساحة كبيرة من أجود التربة على المستوى الوطني الجزائري.